# Yvrench
Yvrench település Franciaországban, Somme megyében. Lakosainak száma 298 fő (2022. január 1.). Yvrench Conteville, Coulonvillers, Maison-Ponthieu, Noyelles-en-Chaussée, Oneux és Yvrencheux községekkel határos.

## Népesség
A település népessége az elmúlt években az alábbi módon változott:
| Lakosok száma | 312  | 316  | 313  | 304  | 304  | 305  | 305  | 301  | 298  |
|               | 2013 | 2015 | 2016 | 2017 | 2018 | 2019 | 2020 | 2021 | 2022 |